# Ljustjärnen (Arbrå socken, Hälsingland)
Ljustjärnen är en sjö i Bollnäs kommun i Hälsingland och ingår i Nianåns huvudavrinningsområde.